# انجمن سوئدی برای آموزش جنسی
انجمن سوئدی برای آموزش جنسی (سوئدی: Riksförbundet för sexuell upplysning, RFSU) یک سازمان غیرانتفاعی سوئدی است که با تشکیل افکار عمومی در زمینه سلامت و حقوق باروری و جنسی و همچنین اطلاعات و آموزش در مورد تمایلات جنسی و روابط کار می‌کند. یکی از مسائل اصلی RFSU حق سقط جنین رایگان است. رئیس فعلی این انجمن لینا فریدن (Lina Fridén) و دبیرکل اینگلا هولمرتز است.